# Julián Bourdeu
Julián Bourdeu (Bagnères-de-Bigorre, Francia, 4 de noviembre de 1870 - Buenos Aires, 3 de febrero de 1932) fue un vecino de la ciudad de Buenos Aires, activo en el fomento del progreso y la cultura, pionero del barrio de Villa Crespo y fundador de varias instituciones y con actuación también en varios otros barrios, en particular en Villa Talar. Juez de Paz, periodista y comisario de la Policía de la Capital.

## Los primeros años en la República Argentina
Nació en Bagnères-de-Bigorre, Francia, el 4 de noviembre de 1870, hijo de Jean-Pierre Bourdeu y de Victoire-Thérèse Blanc, descendiente de la que había sido -hasta 1790 aproximadamente- una familia de pequeños propietarios agricultores de la provincia del Béarn. 
Llegó a la República Argentina en diciembre de 1880. A muy poco de llegar, se vinculó laboralmente con la firma belga Wattine & Cía. con sede en la calle Balcarce, en San Telmo, muy cerca de la Plaza de la Victoria. Para ubicarnos en la época, señalemos que hacía dos años había concluido la primera presidencia del general Julio A. Roca, quien en 1879 (en el marco de los conflictos limítrofes con Chile por la Patagonia) había terminado la primera y más importante etapa de la ocupación de los territorios del sur llegando al Río Negro. Antes de esto último, hacía solo doce años que se había producido el último malón sureño, afectando, aunque en distinta medida, a poblaciones relativamente cercanas a Buenos Aires, como Tres Arroyos, Necochea, Olavarría, Azul y Tapalqué.
Recién en 1880 se había resuelto definitivamente la "cuestión Capital", es decir, que ciudad iba a ser capital de la Nación y en que condiciones: la ciudad de Buenos Aires —por la Ley N.º 1029 del 20 de septiembre— había sido declarada Capital Federal de la República. De esa forma, al año siguiente dejó de estar limitada por el Río de la Plata, el Riachuelo, las calles Boedo, Castro Barros, Medrano, Córdoba y el arroyo Maldonado, para incorporar —por canje con la Provincia— los municipios de Belgrano y de San José de Flores. Dos pequeños pueblos en realidad, rodeados de pampa.
La empresa Wattine & Cía. ya mencionada fue la que en ese 1888 estableció a orillas del arroyo Maldonado la Fábrica Nacional de Calzado que daría origen al poblado de San Bernardo, que tiempo después comenzó de a poco a denominarse Villa Crespo. El gerente de la empresa era Don Salvador Benedit, considerado con justicia el principal vecino precursor de la futura Villa. Julián Bourdeu -que en Migraciones fue registrado como "comptable"- se incorporó como contador de la fábrica y se quedó en esa zona, la que en 1892 era -según su propia descripción- "Un establecimiento industrial, casitas cuyo número alcanzaban los dedos de la mano para contar y cuya altura apenas se aleja de la estatura humana; calles de tierra que recién insinuaban en las alegres esquinas un nombre, y, por sobre todo, a mezquindad de pueblo, grandeza de cielo". Efectivamente, la zona hasta la víspera había estado fuera de la ciudad, y subsistían mucho campo, lagunas, bañados y aquí y allá, grandes quintas de viejas familias porteñas, entre las que se contaban las de Balcarce, Gallardo, Lebrero, Berastain, Shaw, Lumb, Alsina, Malcolm, Montes y otras. Merece citarse especialmente la de Comastri, construida en 1875 con un mirador de tres pisos de alto, cosa verdaderamente destacable. Parándose en lo que hoy (año 2018) es la intersección de las avenidas Corrientes y Scalabrini Ortiz y mirando hacia el nornoroeste, ese mirador (que está prácticamente en ruinas e indebidamente ubicado hoy en el barrio de Chacarita) era lo único que cortaba la llanura pampeana hasta que se podía divisar, a lo lejos, el campanario de la iglesia de la Inmaculada Concepción, "la Redonda", allá en Belgrano.
Con Julián, el primogénito, se instalaron en San Bernardo sus padres y sus hermanos, todos ellos franceses. Con la única excepción de Jean-Joseph, el menor de los varones, quien retornó a Francia para la guerra 1914-1918, contrajo allí matrimonio y nunca retornó, todos permanecieron y fallecieron en la Argentina. También fundaron sus propias familias: Pierre casó con María de las Mercedes Martínez; Anne, con Eduardo Gros; Marie, con Raúl Gaye; Joséphine, con Marcial Luna y Berthe que permaneció soltera. Algunos de ellos y sus descendientes continuaron siendo vecinos de Villa Crespo hasta la década de 1950. 
Con el tiempo la relación estrictamente laboral que tuvieron Julián Bourdeu y Salvador Benedit, tenedor de libros y gerente respectivamente, fue volviéndose más personal, estrecha y colaborativa en distintos campos. El primero era 22 años más joven que el segundo y lo secundó inicialmente en varios emprendimientos. Seguramente fue con el apoyo de Benedit que Bourdeu tuvo sus primeros nombramientos y se introdujo en los niveles iniciales de la política porteña. A raíz de eso, fue designado Juez de Paz de la sección 31a. Debe notarse que en esa época esos juzgados eran legos o sea podían estar a cargo de quienes no fuesen abogados. El cargo era "ad-honorem" y se designaba a vecinos bien considerados cuyas resoluciones tuvieran así la mayor aceptación posible, ya que la justificación de estos juzgados de menor cuantía (además de descargar a los tribunales superiores) es su cercanía y por lo tanto su mayor y mejor conocimiento de las personas y los problemas.

## El Centro Villa Crespo
El 11 de octubre de 1894 Julián Bourdeu fue uno de los fundadores, primer presidente y luego miembro honorario del "Centro Villa Crespo". Una precisión: el "Centro Villa Crespo" -como varias otras instituciones de la época- funcionó en un edificio localmente famoso, el "Salón Villa Crespo", construido en 1890 por otro respetable pionero, don José Cervera, en Bulevar Corrientes 764. Con los sucesivos cambios de nombres de esa avenida, la ubicación del "Salón" fue luego Triunvirato -con igual numeración- y posteriormente Avenida Corrientes 5456. En palabras del activo vecino y eficaz Concejal y docente Don Remigio Iriondo: "Salvando distancias, este Salón fue para Villa Crespo lo que el Teatro de la Comedia para el viejo Buenos Aires: base de su cultura artística y social".
El "Centro Villa Crespo" del que tratábamos, se transformó años después en el club "Los Amigos Unidos de Villa Crespo". También bastante antes del 900, Julián Bourdeu fue presidente de la Comisión Auxiliar de Higiene, que debía luchar contra emergencias varias. No solamente con las periódicas crecidas del Maldonado sino también -quizás curiosamente- con insolaciones. Una de ellas produjo tantas víctimas que fue necesario agrupar y quemar los cadáveres para evitar mayores peligros a la población.

## Matrimonio

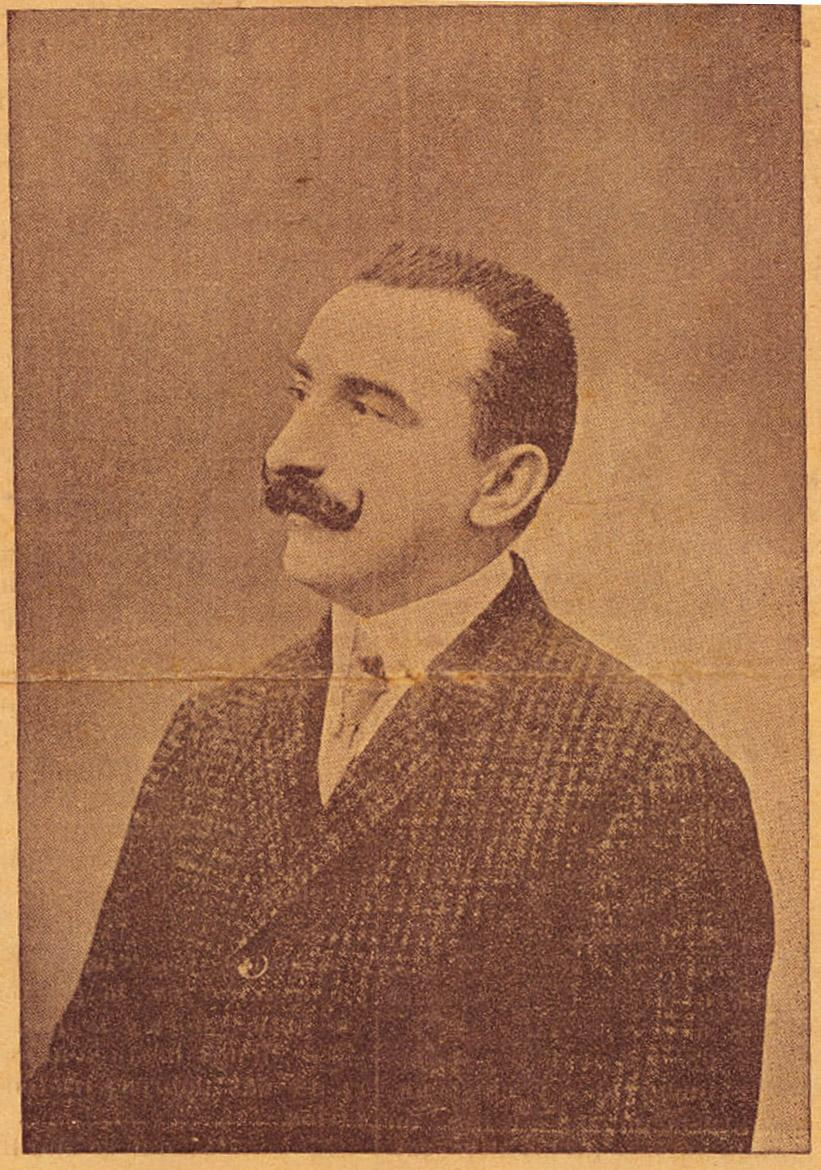
Julián Bourdeu en 1906.

El 23 de noviembre de 1895 (cuando tenía domicilio en la esquina de Velazco y Malabia) contrajo matrimonio con Rosa Carrari, porteña, hija de Pietro Carrari (quien había fallecido el 11 de abril de 1871 en la epidemia de fiebre amarilla) y de Luisa Seghesso, italianos afincados en Villa Crespo (en las calles Thames y Camino de Moreno, nombre este último de la actual Warnes). Tuvieron ocho hijos: Emma, quien casó con el médico sanjuanino Humberto Nesman, se radicó en esa provincia y fueron el origen de una extendida familia; Julián, médico y que permaneció soltero; Juan y Lucio, quienes vivieron muy pocos años; Martha, casada con el escritor y periodista Guillermo J. Gorbea; Lila, casada con el escribano Orestes Cané y Marcelo, Oficial de Marina y casado con Zulema Desalvo. En 5 de mayo de 1912, Rosa Carrari murió en el parto de su hijo Pedro quien la sobrevivió por pocos días. 
Pocos años después, Julián Bourdeu tuvo un segundo matrimonio con Helena Lasserre, francesa, quien -además de efectiva madre en el afecto de los ya nombrados- dio a luz a la hija menor de Julián, Margarita, quien se casó con el empresario Lorenzo Catanese.

## El periódicoEl Progreso
En 1895, Bourdeu fue, junto con Salvador Benedit y otros jóvenes vecinos (García Torres, Saporiti y Egoscue), fundador del semanario El Progreso y su primer director. El periódico funcionó inicialmente en Malabia a metros de Triunvirato. 
Posteriormente fueron directores otros destacados vecinos como el para entonces exconcejal don Remigio Iriondo (alrededor de 1930) y a mediados de 1970 su propietario y director era don Narciso Nicolás De Filpo, momentos en que "El Progreso" era decano del periodismo vecinal porteño. 
En sus orígenes, "El Progreso", apoyaba políticamente a la Unión Cívica Nacional, partido que había surgido del acuerdo entre la Unión Cívica acaudillada por Bartolomé Mitre y el Partido Autonomista Nacional liderado por Julio A. Roca.

## Asociación de Fomento
En 1903, vecinos como el mencionado Iriondo, Milanesi, Bourdeu, Lena, Fasoli, Alfonsín, Giacomati, Sosa, Fazio, Mesidoro, Sienra, Vilches, Onetto, Bottoli, Gabriele, Guzzone, Figalo y otros, fundaron la Asociación de Fomento Maldonado. A esta Asociación se debieron alguna rectificación y ensanche del arroyo Maldonado, los primeros pavimentos, alumbrados, pasos de piedra, puentes, árboles y refugios. La Asociación de Fomento Maldonado se fusionó en 1914 con la Asociación de Fomento Defensa Vecinal, tomando el nombre de esta última. Varias décadas después esta institución pasó a denominarse Asociación de Fomento Remigio Iriondo.

## Artista en ratos libres
En el "Salón Villa Crespo", como fue comentado, se desarrollaban muchas actividades. Entre las artísticas, Bourdeu participó (como aficionado, naturalmente) en dos. Una fue el "Centro Dramático Romea" (llamado así por el actor español Julián Romea, cuya celebridad perduraba), junto a vecinos como los señores Rico, Querol, Torramade, Mayol y Miliogno entre otros. La otra fue la "Unión Musical" que daba conciertos al vecindario los días domingos y que integró bajo la dirección artística de otro vecino el Sr. Gialdroni.

## Política
El Presidente Roca había aceptado una reforma en el sistema de elección de diputados, denominada "uninominal" por circunscripciones, que permitió, por ejemplo, que en 1904 fuera electo por el barrio de La Boca, el primer diputado socialista de toda América, el Dr. Alfredo Palacios. 
En esas elecciones de abril de 1904, Bourdeu resultó elegido miembro del colegio electoral. Cabe recordar que las elecciones eran entonces indirectas, es decir que la población elegía electores de los distintos partidos, los que luego formaban el denominado colegio electoral, que a su vez elegía al presidente de la Nación o las autoridades legislativas que correspondiese. Fue así elector del Dr. Manuel Quintana como Presidente de la Nación y, posteriormente, de senadores nacionales por la Capital.

## Comisario de la Policía de la Capital
Por aquellos años no se había creado aún la Policía Federal Argentina, institución que -a noviembre de 2009- tiene jurisdicción sobre la Capital Federal. Existía sí su antecedente, una institución que desde las épocas coloniales había ido evolucionando y que, en la ciudad de Buenos Aires se denominaba, lógicamente, Policía de la Capital. 
Estaba nutrida fundamentalmente con recursos humanos provenientes del Ejército regular y de la Guardia Nacional, siendo esta una fuerza armada militarizada, de larga y brillante historia, que operaba como una especie de reserva.
En 1904 se dictó una ley, conocida como "ley Fraga", que apuntaba a incluir en los cuadros policiales existentes a algunos vecinos conocidos por sus respectivas comunidades, con la finalidad de aumentar la vinculación de la policía con la población en general. 
Así, Julián Bourdeu obtuvo su primer nombramiento en la Policía de la Capital el 14 de diciembre de 1904, aunque se desempeñó como comisario desde el 1 de enero de 1905. Su primer destino fue, naturalmente, la Comisaría 27a. con jurisdicción en su barrio de Villa Crespo.
Solo un mes después se produjeron hechos lamentables de importancia que sorprendieron a la opinión pública y que pusieron a prueba al novel comisario. 
El 4 de febrero de 1905, "Como un rayo en un día sin nubes", al decir de un diario de entonces, se produce un alzamiento del partido radical, opositor al gobierno conservador, con el apoyo de algunas unidades militares. Se trató de la llamada Revolución radical de 1905. 

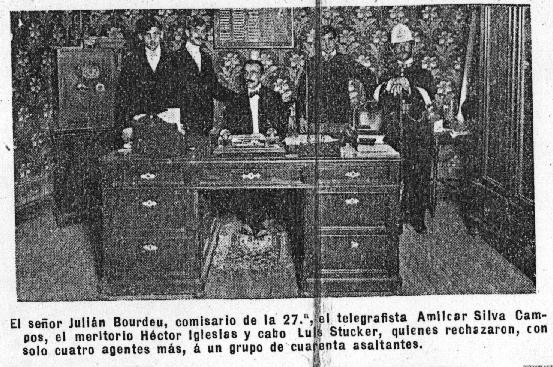
foto revista Caras y Caretas 11-2-1905

 Los revolucionarios toman Bahía Blanca, Mendoza y Córdoba (donde detienen al Vicepresidente José Figueroa Alcorta y al hijo del ex - presidente Roca) pero fracasan en Buenos Aires y Rosario. El Presidente Manuel Quintana ordena una severa represión y en unos tres días el país está normalizado, no sin varios muertos y numerosos heridos.
En la ciudad Capital algunas comisarías son asaltadas o tomadas brevemente por los sediciosos, como la 2a., la 3a., la 14a., la 16a., la 17a. También tuvo su parte la seccional 27a., como lo indica el epígrafe de la foto aquí inserta, de la revista "Caras y Caretas" del 11 de febrero de 1905.

## La Biblioteca Popular de San Bernardo (hoy Biblioteca Popular Alberdi)

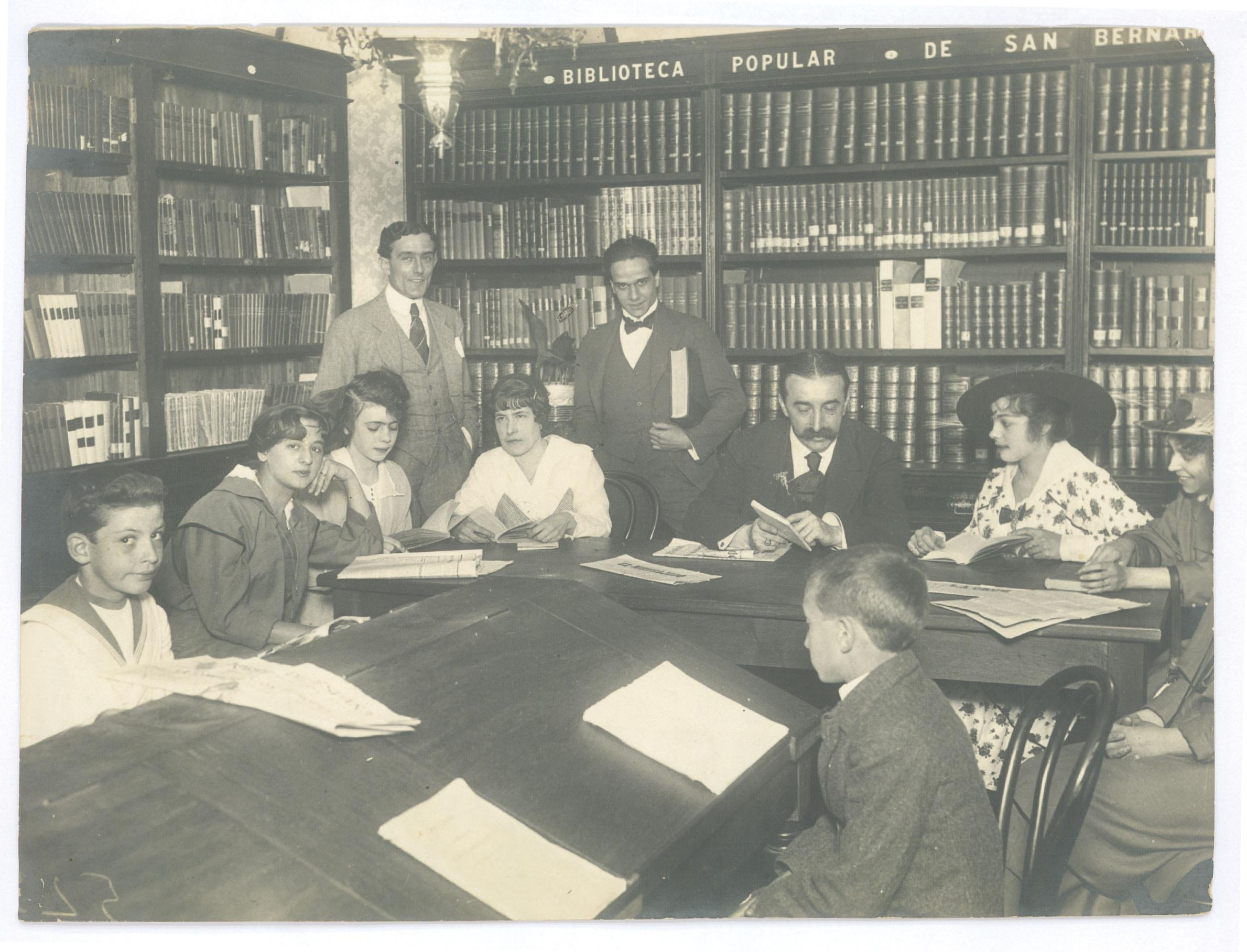
Julián Bourdeu en salón Biblioteca Popular de San Bernardo.

Ante una iniciativa del Sub-Intendente de Belgrano (del que dependía entonces Villa Crespo) don Joaquín Sánchez, el 8 de julio de 1910 se fundó la Biblioteca Popular de San Bernardo, con carácter de institución privada. Julián Bourdeu fue uno de sus fundadores y su primer presidente, en el período 1910 - 1917. Durante su presidencia, en 1915, la biblioteca fue incorporada al régimen de la Comisión Nacional de Bibliotecas Populares. 

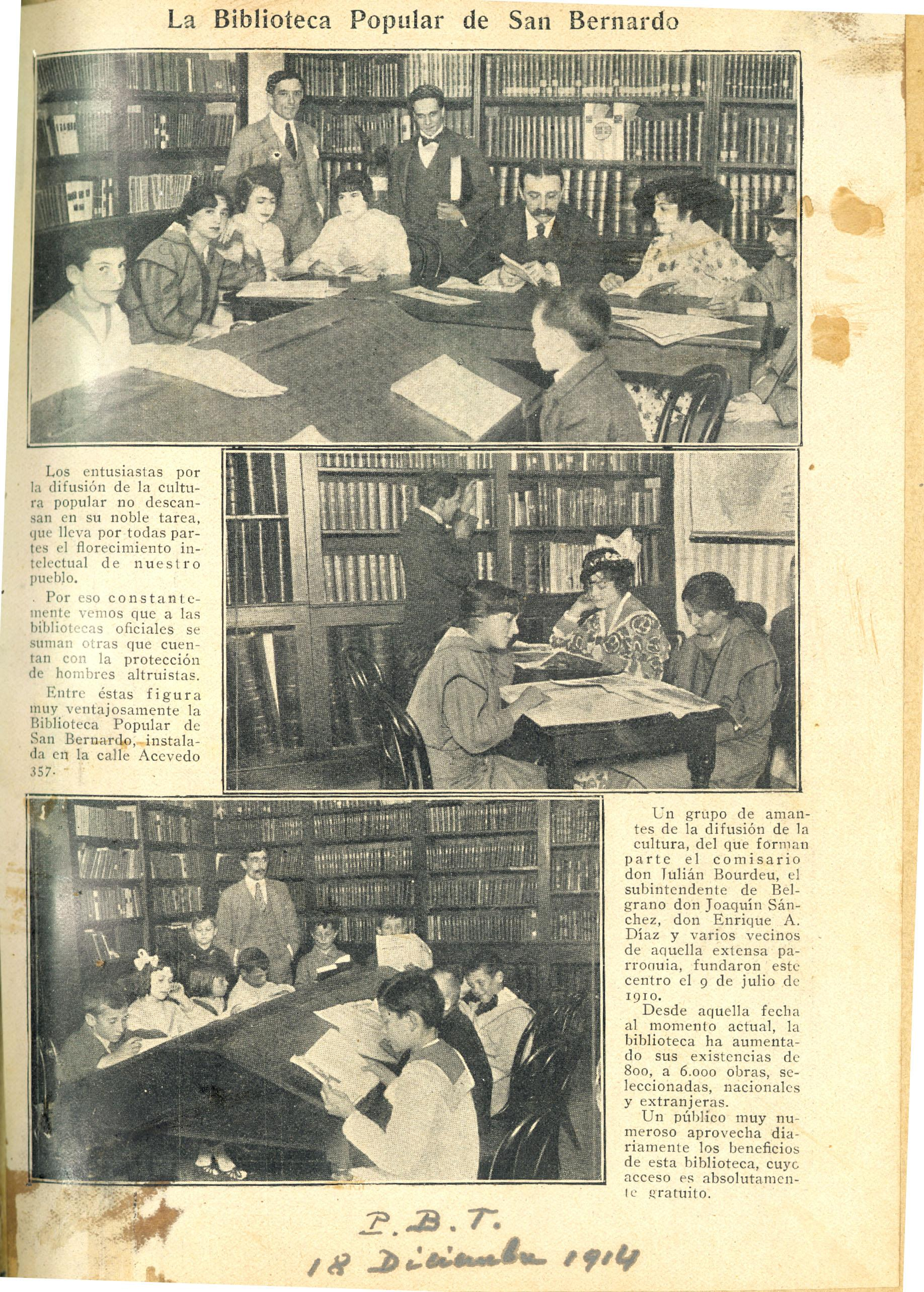
Nota de la revista P.B.T. sobre la Biblioteca

Don Joaquín Sánchez fue designado presidente honorario e integraron además su primera comisión directiva los vecinos Enrique A. Díaz, Darwin Maffioli, Leoncio Daugá y Alejandro Squassini. En 1921 tomó el nombre actual de Biblioteca Popular Alberdi. 
Una nota del periódico "El Oeste" del 29 de noviembre de 1914 da cuenta del crecimiento de la biblioteca, al señalar, además de algunas donaciones recibidas, que "...ha adquirido la "Historia del Mundo en la Edad Moderna"......e infinidad de textos pedidos por los programas de los Colegios Nacional, Comercial y Normal y parte de los indicados por las Facultades Nacionales"
También se hacían esfuerzos para obtener el alumbrado eléctrico ya que debe recordarse que en esa época la iluminación a gas era todavía la prevaleciente.

## Actuación en otras zonas de la ciudad

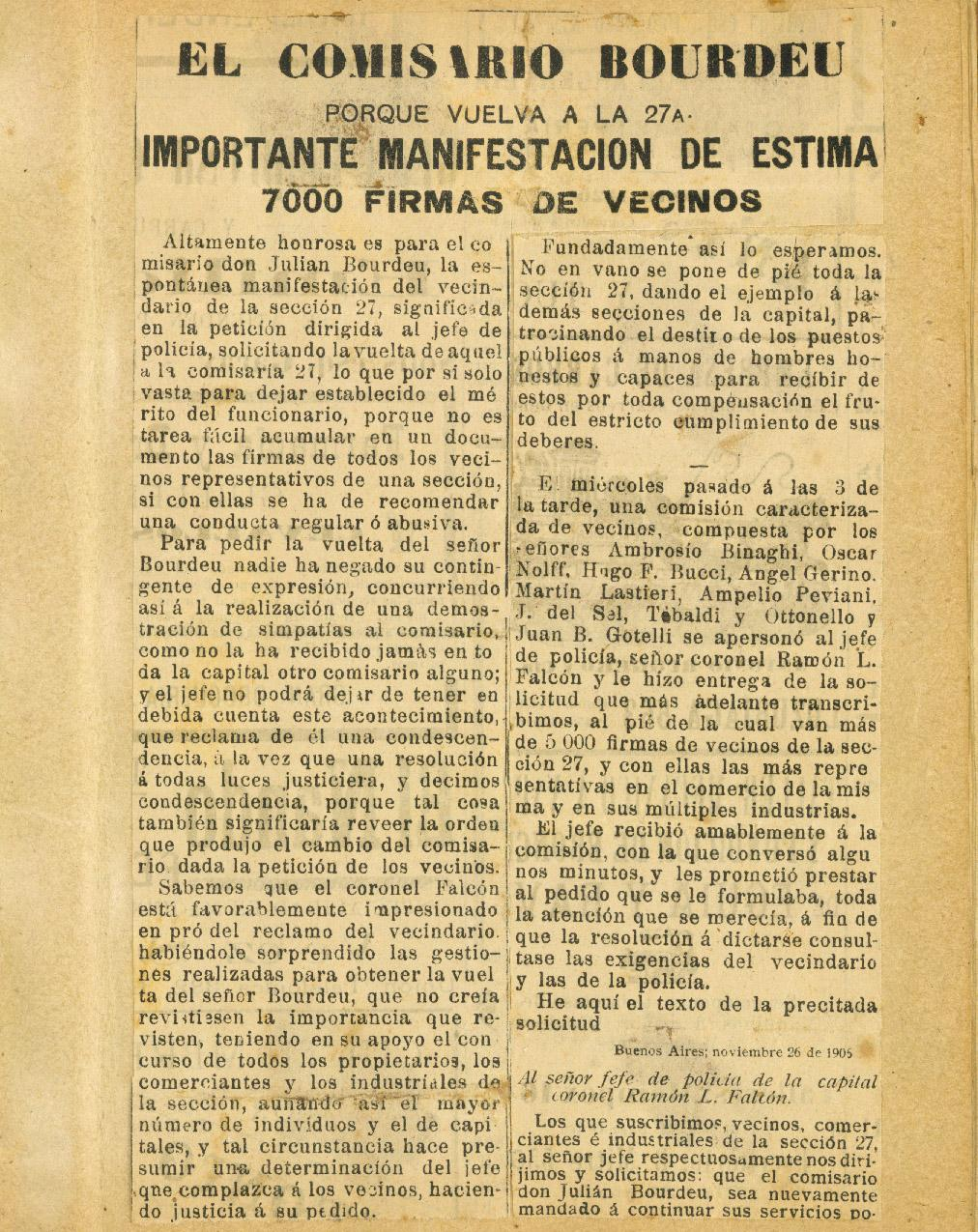

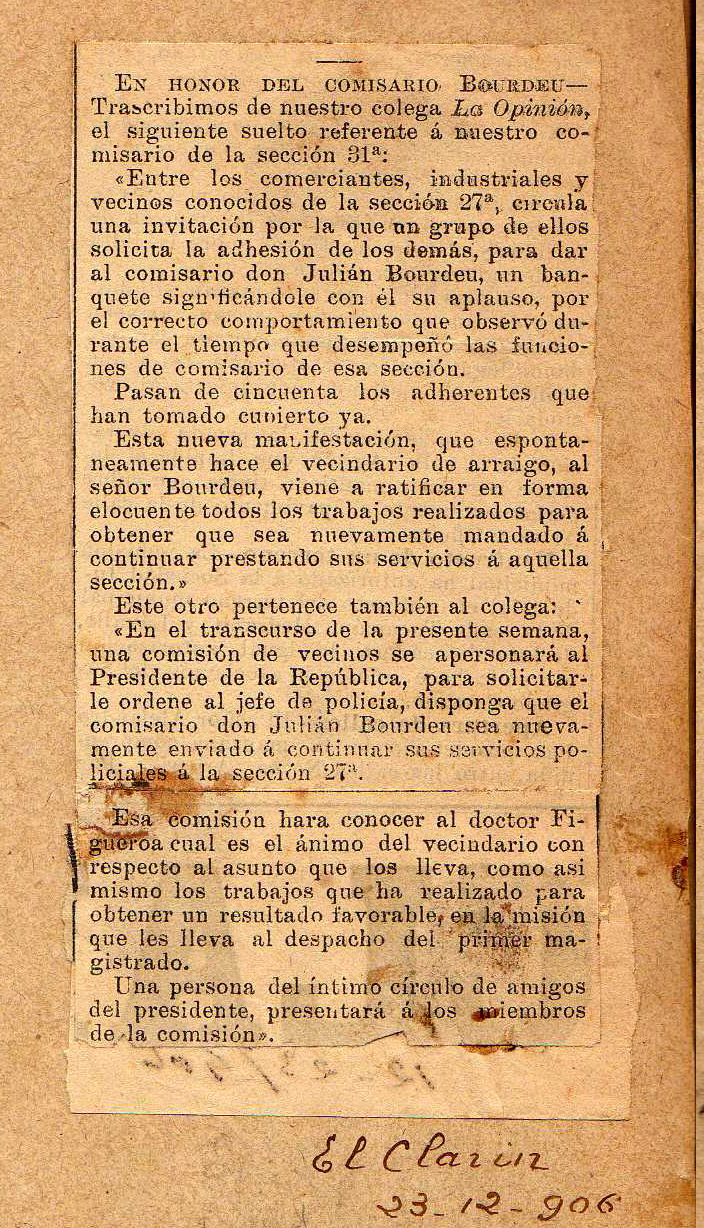

Con el pasar de los años Bourdeu fue titular de distintas seccionales de la Policía, como la 21a. (Palermo), 31a. (partes de Belgrano, Colegiales y Palermo), 24a. (La Boca), 12a. (Caballito), 7a. (Balvanera), 25a. (partes de Villa Crespo y de Palermo), 32a. (partes de Barracas y de Parque Patricios), 20a. (San Cristóbal), 

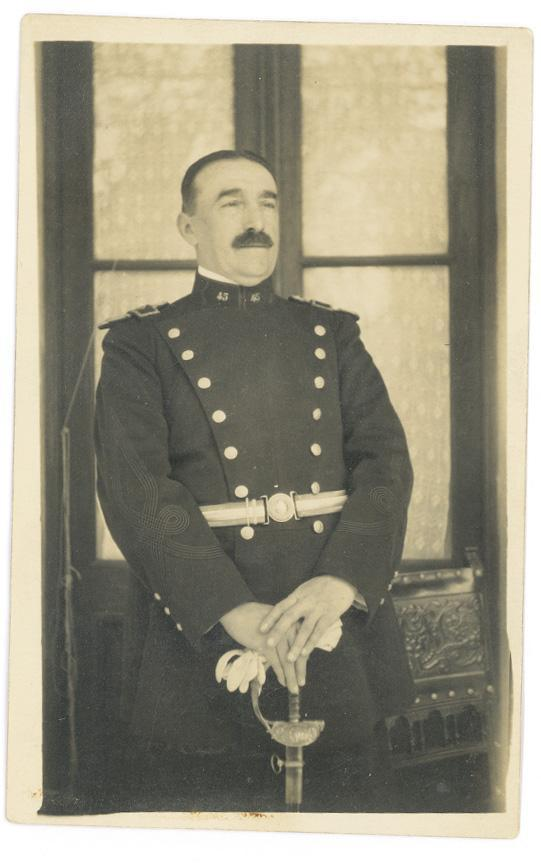
Comisario de la Seccional 45a.(Villa Devoto, Villa del Parque y Villa Talar)

45a. (Villa Devoto, Villa del Parque y Villa Talar), 16a. (Constitución) y 1a. (San Nicolás). En algunos de estos vecindarios residió y en otros no lo hizo, pero en todos parece haber gozado de aprecio, según los testimonios de la prensa. 

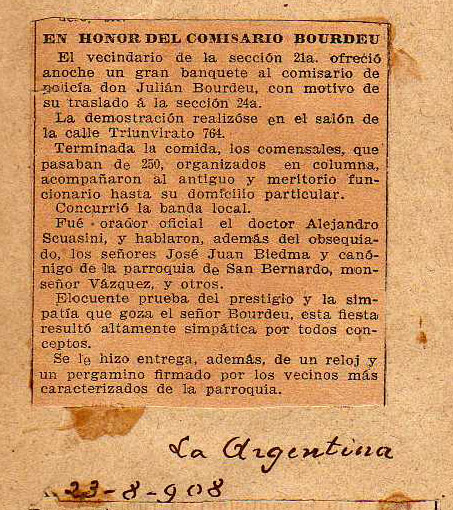

. Puede mencionarse su acción en Villa Talar, un barrio que a inicios del siglo XXI ha desaparecido oficialmente de Buenos Aires. El 14 de septiembre de 1919 fue fundador y primer presidente de la Asociación de Fomento de Villa Talar, organización que por esos años trabajó mucho por el adelanto de la zona, hoy repartida entre Villa Pueyrredón, Villa del Parque, Agronomía y Villa Devoto. El vecino Julián Bourdeu presidió posteriormente la entidad en varias oportunidades.

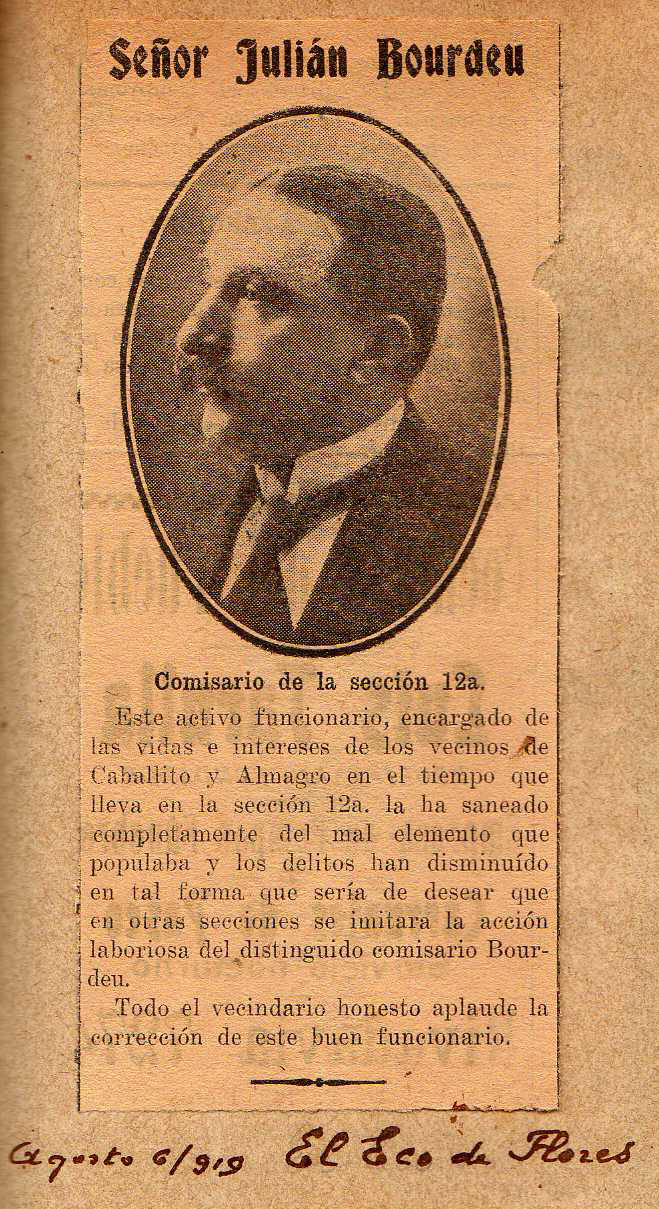

. Su actuar estuvo -en modesto nivel comunal- impregnado del espíritu que tenía la clase dirigente de su época y que Julián Bourdeu conoció desde su llegada al país: firme confianza en el trabajo, en el progreso y en la difusión de la cultura, siguiendo en general criterios europeos. 

Julián Bourdeu circa 1925

Esa clase dirigente (la de los hombres de la "Organización Nacional" y de la "generación del 80") había comenzado a desaparecer: en 1902 murió Vicente Fidel López; en 1906 murieron Bernardo de Irigoyen, Carlos Pellegrini, Mitre y Quintana; en 1914 desaparecerían el General Roca y Roque Sáenz Peña. Con numerosos errores pero también con muchos aciertos, esa generación y sus seguidores pondrían al país en el mundo.

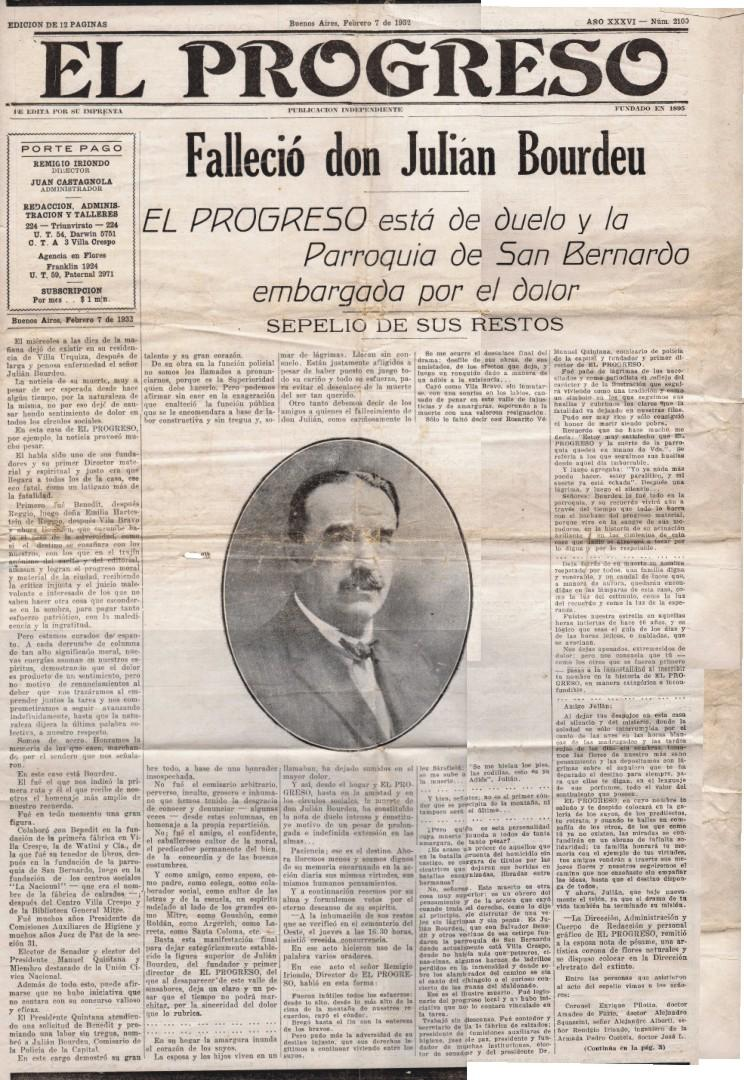

En un plano menor, puede ser interesante verificar, desde nuestro siglo XXI, como un funcionario policial podía participar intensamente en actividades comunitarias orientadas al progreso. Probablemente haya influido para ello un carácter diplomático pero firme y una inclinación a los emprendimientos en general. Ese estilo de participación habla también, sin duda, de un estilo de vida nacional que era usualmente -aunque para nada idílico- mucho más calmo que los que se fueron imponiendo en las décadas siguientes. Muchas notas periodísticas -de las que se insertan algunas- reflejan esas circunstancias. Julián Bourdeu se jubiló en 1929 y falleció en febrero de 1932.